# Isacio Calleja
Isacio Calleja García (Valle de Cerrato, 1936. december 6. – 2019. február 4.) Európa-bajnok spanyol válogatott labdarúgó.
A spanyol válogatott tagjaként részt vett az 1964-es Európa-bajnokságon.

## Sikerei, díjai
Atlético Madrid
- Kupagyőztesek Európa-kupája (1): 1961–62
- Spanyol bajnok (2): 1965–66, 1969–70
- Spanyol kupa (4): 1959–60, 1960–61, 1964–65, 1971–72

Spanyolország
- Európa-bajnok (1): 1964